# Motsugai
Motsugai Takeda (武田物外 Takeda Motsugai?, también conocido como Motsuge o Butsugai) (marzo de 1795-20 de diciembre de 1867) fue un monje budista zen y artista marcial japonés del siglo XVIII. Es más conocido en la historia por ser el fundador de la escuela de jiu-jitsu Fusen-ryū (不遷流 Fusen-ryū?). Miembro del clan Takeda, se dice que Motsugai era el noveno descendiente del señor feudal Shingen Takeda.
Motsugai es citado en varios textos, no sólo de temática histórica y religiosa, sino también marcial, folclórica y literaria. La mayor parte de los episodios que protagoniza y que fueron registrados por sus coetáneos enfatizan su fuerza física y su agudeza mental, convirtiéndole casi en un personaje popular de la cultura japonesa.

## Biografía
Nacido en el dominio de Iyo-Matsuyama, con cinco años fue iniciado en la vida monástica del zen Soto en el templo Ryutaiji de Matsuyama, y a los doce se trasladó a los templos Denpukuji y Kokutaiji de Hiroshima, donde comenzó su aprendizaje en las artes marciales. Años después, estudiaría el confucianismo, practicaría dhutanga y haría una su peregrinación ascética por todo el país, siendo ordenado monje zen en 1812 en el templo Eihei-ji, en Fukui. En 1828 se convirtió en el sacerdote del templo Saihō-ji de Onomichi.
Motsugai era un hombre de inmensa cultura, teniendo renombre en caligrafía, pintura, ceremonia del té, poesía haikai y conservación de antigüedades, pero también era famoso por su prodigiosa fuerza física y habilidad marcial. Era conocedor de nada menos que 18 estilos de luchas distintos, y se le atribuían hazañas de fuerza como levantar pesadas rocas, arrancar árboles de cuajo, ganar al sogatira en solitario contra grupos enteros y atravesar planchas de madera con los puños desnudos. Esta última facultad, que le valía el apodo de "Genkotsu Osho" (拳骨和尚 Genkotsu osho?, "Monje del Puño"), era tan conocida que sus amigos y clientes le solicitaban dejar la marca de sus nudillos en los pilares de sus casas y sus tableros de go como prueba de su amistad con Motsugai.
Después de su retiro a los 71 años, Takeda fue llamado a actuar como negociador entre las fuerzas del shogunato Tokugawa y el dominio de Choshu en 1864. Por esta época se trasladó a Tokio junto con su discípulo Torajiro Tanabe, quien en el futuro se encargaría de dirigir la escuela de artes marciales fundada por él, Fusen-ryū. También prestó sus influencias políticas en la restauración Meiji, mediando entre el emperador Komei, al que él mismo rendía lealtad, y las facciones afines al shogunato. Haciendo de Nazenji su residencia, participó en estas reformas políticas durante dos años hasta su muerte en 1867, ocurrida mientras viajaba a Onomichi tras una misión.

## Episodios de su vida
Durante una visita a Edo en 1819, Motsugai se enfrentó a un trío de samuráis que pretendía realizar tsujigiri con él en los alrededores de Shiba, derrotándoles y castigándoles con dureza por su impiedad. También hizo de árbitro entre dos samuráis, oriundos de Aizu e Higo respectivamente, que discutían sobre técnicas de espada. Poco después, el monje tendría un conocido combate improvisado de sumo contra Shigemasa Toda, fundador del estilo de esgrima Toda-ryu, quien viajaba de incógnito. El encuentro, sucedido en un puente, terminó en empate, en proceso del cual los contendientes rompieron la barandilla y cayeron al vado del río sin dejar de luchar.
Otra anécdota que demuestra el ingenio de Motsugai cuenta cómo Asano, el daimyo de la provincia de Mihara, le enseñó una vez un cuadro que había recibido como regalo. En la pintura aparecía un ganso solitario, algo que contrariaba a Asano, ya que éste insistía en que los gansos siempre vuelan en bandada y así era como debía representárseles. Entonces Motsugai, tomando tinta y un pincel, escribió en el cuadro «este es el líder de la bandada; detrás vienen más», lo cual por fin dejó al señor satisfecho.
En 1848, Motsugai fue visitado en Saihoji por la famosa artista Nukina Kaioku, que le solicitó a hacer una demostración de sus habilidades. Motsugai partió varas de bambú con sus manos y practicó kendo con sus aprendices, y después se ató una maroma a la cintura y retó al sogatira a cuatro luchadores de sumo, que no lograron vencerlo. Casi al mismo tiempo, llegó al templo un samurái de Kyushu que hacía su musha shugyō y conversó con Motsugai sobre hazañas de fuerza, con la intención de retarle a una competición. El guerrero vació su taza de té o chawan y la aplastó con la mano, a lo que Motsugai respondió tomando la suya con sólo tres dedos y triturándola con mayor potencia todavía, lo que obligó al samurái a reconocerse inferior.
Posteriormente, otro samurái errante llegó a Saihoji para retar a Motsugai. El monje se encontraba barriendo el patio cuando el samurái entró, por lo que éste creyó que se trataba de un simple sirviente y le mandó avisar a Takeda para comunicarle su desafío. Motsugai decidió resolver la situación con astucia y explicó que, en efecto, él era sólo un aprendiz que cuidaba del templo en ausencia de su maestro. Mientras hablaba, asió una enorme pila chozubachi de piedra y la levantó casualmente con un brazo para barrer por debajo. El samurái empalideció ante la descomunal fuerza del supuesto aprendiz y, no queriendo comprobar cuál sería entonces la fuerza del maestro, abandonó el templo sin dilación.
Las únicas personas de las que se sabe que derrotaton a Motsugai en combate de jūjutsu fueron Rokuzo Ogura y Matashiro Kashiwazaki. El primero de ellos era maestro de estilo de Jikishin-ryu, y compitió contra Motsugai en 1849 en el templo Sosenji de Izumo. Sorprendido por su habilidad, Motsugai contribuyó al patrimonio del templo con varios escritos y dejó como recuerdo su conocida marca de nudillos en la peana del buda local. El segundo era maestro de Yoshin-ryu y aprendiz de personal de Hikosuke Totsuka, además de un luchador de renombre tan temible como el propio Motsugai, y respondió al desafío del monje alrededor de 1860, venciéndole en dos rondas. Según otras fuentes, el oponente más destacable de Motsugai no habría sido un hombre, sino una mujer, en concreto la onna-musha Shuei del clan Matsudaira, al que la escuela Fusen-ryū serviría en el futuro. Shuei se enfrentó al monje a una competición de naginata que supuestamente duró un día y una noche antes de terminar en empate.
En la que podría ser la anécdota más famosa de su biografía, el monje tuvo que viajar a Kioto en 1867 como parte de las responsabilidades políticas del final de su vida, y allí tuvo un encontronazo con los Shinsengumi y su líder Isami Kondo. Al ser la primera vez que iba a la ciudad, Motsugai se detenía cada poco a observar sus edificios con admiración, y en una de estas veces se asomó a un salón abierto en el que los miembros del Shinsengumi estaban entrenando con sus shinai. Cuando se dieron cuenta de su presencia, los espadachines lo arrastraron adentro y lo obligaron a hacer de oponente de prácticas, proclamando que el monje merecía un castigo por su curiosidad, pero Motsugai esgrimió su nyoi o cetro budista de una sola mano y con él venció fácilmente a diez de los atacantes. Ofendido por este desenlace, Isami Kondo se acercó y desafió a Motsugai a un duelo para restituir el honor de su orden, tomando una yari de entrenamiento y conminando al monje a elegir él también un arma más digna que su cetro. Motsugai aceptó descartar el nyoi pero, señalando que no sería correcto que un monje como él usara armas, sacó de los bolsillos un par de hatsu, las escudillas de madera usadas por los monjes para pedir limosna, y las empuñó en ambas manos. Enfureciéndose aún más por la ocurrencia, Isami cargó contra él tan pronto como advirtió una apertura en la peculiar defensa de su oponente, pero Motsugai atrapó la lanza entre los dos cuencos y, aprovechando los esfuerzos de su rival por liberarla, realizó un movimiento que hizo caer a Kondo duramente sobre su espalda. Isami se reconoció perdedor y, tras serle revelada la identidad del intruso, le presentó sus máximos respetos.